# 矢銭
矢銭 (やせん) は、室町時代に室町幕府や諸国の戦国大名によって賦課された軍資金の総称。南北朝時代以来の兵粮料が恒常化するにつれ、新たなる臨時の賦課税としての矢銭が課されるようになった。賦課の基準は農村と都市とでは異なり、農村では反別、都市では棟別であった。

## 概要
性質上、支配階級側が領民などに要求するものと、逆に領民側から申し出て自発的に支払う場合の2つがある。時代により米で支払うこともあり、この場合は「矢米」と書く資料も存在する。
戦国時代までにかけての当時の合戦では、あらゆる場所に武士が陣を構え、付近の村への略奪や放火も常であったため、領民は避難をしなければならなかった。そのため、合戦が起きそうな時に、一種の「戦争回避税」として矢銭を支払うことで「防御御札」という札をもらった。この札がある場所では、軍が陣を構えること、乱暴狼藉を働くことが禁止された。しかし個々の勢力がそれぞれにこの札を発行していたため、二重三重に徴収されることもあった。また、合戦後も、戦勝国が略奪をすることは平然と行われるため、矢銭を支払うことでこれを回避した。この防御御札による金銭収入は略奪行為をするよりも経済的にプラスとなり、それを軍備にあてることで戦勝国はさらに強くなっていった。

## 矢銭を課した例
永禄11年（1568年）に京都を掌握した織田信長は、翌年の永禄12年（1569年）、足利将軍家の再興資金という名目で本願寺に対して五千貫、堺に対して二万貫の矢銭を要求した。矢銭に応ずるか否かで協力するかどうか測ろうとする狙いがあったとされる。財力と軍事力を持っていた堺は矢銭を拒絶したが、本願寺は穏便に矢銭に応じた。